# ヴァンピレラ
『ヴァンピレラ』（原題: Vampirella）は、ウォーレン・コミックスから出版されている漫画（アメリカン・コミックス）およびそれを原作としたオリジナルビデオである。
漫画は1969年9月に第1回が発売された。このときの原作者はフォレスト・J・アッカーマンと衣装デザイナーのトリーナ・ロビンス(Trina Robbins)。
ヴァンピレラは コミックス・バイヤーズ・ガイド（en:Comics Buyer's Guide)の『セクシーな女性キャラ100』("100 Sexiest Women in Comics" )の35位にランクインした。

## 出版
『ヴァンピレラ』はウォーレン・コミックスで1969年9月から1983年3月にかけて個人誌全112冊が発売された。この漫画は同社のホラー・アンソロジーシリーズ『クリーピー』(Creepy)と"Eerie"の姉妹誌だった。
ウォーレン・コミックス破産後の1983年8月からは、ハリス・コミックスがヴァンピレラの個人誌を発売した。この時著作権の処理があいまいで、1999年 ウォーレン・コミックスのジェームズ・ウォーレンが『クリーピー』(Creepy)と"Eerie"の権利を再獲得したあと、ハリス・コミックスを相手に裁判を起こした 。
それでも、 ハリス・コミックスは1991年から2007年までにヴァンピレラ関連のミニシリーズをいくつか出版し、1988年にはウォーレン・コミックス版のVampirella  #113の復刻版を発売した。
2007年、ファンゴリア・コミックスの編集長スコット・リシーナ（Scott Licina）は、自社のイベント(Fangoria Weekend of Horrors)で、ヴァンピレラの権利をハリス・コミックスから買い取ったことを伝えた
 。
しかし、2007年4月30日ファンゴリアの編集者Bon Alimagnoは、その主張が正しくないことを伝えた 。
のちにハリス・コミックスは　Vampirella Quarterlyという雑誌を出版した。
2010年3月17日、ダイナマイト・エンタテインメント(en:Dynamite Entertainment）がハリス・コミックスからヴァンピレラの権利を買い取ったことを発表し、2010年11月には新しくVampirella #1が発売された。
2011年5月には、月刊誌 Vampirella and the Scarlet Legionの発売が開始された。

## キャラクター設定
血の流れる川があり、2つの太陽が昇る惑星ドラクロンの出身者であるヴァンピレラは、生物の生き血を食料とする。彼女の種族はコウモリに変身したり、超人的なパワーを発揮したり、飛行時は翼を出すなど、地球でいう吸血鬼の特徴を備えている。
惑星ドラクロンが危機に瀕し、地球に送り込まれたヴァンピレラは、航行中の地球の宇宙飛行士を襲い、宇宙船を操縦して地球に帰還するところから彼女の物語は始まる。そのため、ヴァンピレラ自身は根っからの悪人ではないが、地球人から見たら悪人として見られている。

### 能力
ヴァンピレラは、吸血鬼特有の特殊能力を持っている。敵が現れた時、彼女はその力強さを発揮するだけでなく、残像ができるほど素早く動くことができる 。
また、身体のにおいを通じて相手の感情を他の人物へ伝えたり、人間には聞こえない音を聞いたり、真っ暗闇でも目が見えたりと、彼女の感覚も人間離れしたものとなっている。 。
さらに、強大なスタミナや反射神経、敏捷性も彼女の武器であり、ヒーリングファクターを持っているため再生能力も高く、地球の病気や毒素にも強いそのうえ、彼女は不死である
他の人間を吸血鬼にする能力の有無については作品によって設定が異なっている。ウォーレン版では、超自然的なものではなく、あくまでも異星人であるため、そのようなことはできないという設定になっている。 Shadowhawkとのクロスオーバーではオリジンが改変されたため、彼女にそのような能力が備わっていることになっている。しかし、そのクロスオーバー作品は 本編との関連性がないため、ヴァンピレラ側の本編でも、彼女はそのような能力は持たないとされている。
彼女は空を飛ぶことができ、飛行時はコウモリのような翼が出る。また、人間をじっと見て話しかけるだけで、マインドコントロールをかけて支配することができ、その対象は男性であることが多い。(彼女はその場にいるだけで相手に色仕掛けをすることができる)このほかにも、テレパシーが使え、ザ・ダークネスの主人公ジャッキー・エスタカードに宿る悪魔の声を聞いたことがある 。
これらの人間離れした能力に加え、彼女は肉弾戦も得意であり、地球の銃火器の扱いにも長けている。

## 映画
1996年にオリジナルビデオとして公開された。

### ストーリー
惑星ドラクロンで長老を殺害し、地球に逃げ込んだブラッドは、部下とともに地球の気候を変えようと企んでいた。殺害された長老の娘であるエラことヴァンピレラは彼の野望を阻止すべく地球へ向かった。

### キャスト
※（）は日本語吹き替え
- エラ - タリサ・ソト（櫻井智）
- ブラッド - ロジャー・ダルトリー（若本規夫）
- アダム - リチャード・ジョセフ・ポール（平田広明）
- ディモス - ブライアン・ブルーム（飛田展男）
- ウォルシュ - リー・デ・ブロー（金尾哲夫）
- トラックス - トム・ディーターズ（檀臣幸）
- サラ - コリンナ・ハーネイ（高田由美）
- ラスティ・メイヤーズ